# Alocobisium solomonense
Alocobisium solomonense är en spindeldjursart som beskrevs av Kuniyasu Morikawa 1963. Alocobisium solomonense ingår i släktet Alocobisium och familjen spinnklokrypare. Inga underarter finns listade i Catalogue of Life.